# Geissanthus ecuadorensis
Geissanthus ecuadorensis é uma espécie de planta da família Myrsinaceae. É endêmica do Equador.